# Папастефанова къща
Папастефановата къща (на гръцки: Οικία Παπαστεφάνου) е къща в град Лерин, Гърция, обявена за паметник на културата.

## Местоположение
Къщата е разположена на улица „Константинос Палеологос“ № 9.

## История
Къщата е построена в 1925 година.

## Архитектура
Сградата е структурирана на две нива, леко повдигнат приземен етаж и горен етаж, където резиденцията е развита на двете нива, докато в същото време в дясната част на фасадата е организиран приземен магазин. Главният вход на къщата се отличава с интересна архитектурна композиция и конструктивно съвършенство. Той е дъговиден, с капандура, обрамчена от кръгли полуколони с капители, интегрирани в зидарията. Двукрилата дървена входна врата е отличен пример за дърворезбарско изкуство, с флорални декорации и дърворезбована женска глава, централно разположена във фриза, който украсява преградата, с ясни влияния на сецесиона. Ориенталското впечатление на двукрилата централна външна врата на първия етаж е подсилено от цветните (жълто, зелено и кобалтово синьо) стъкла на вратата и капандурата. Балконската железария се характеризира с композиция от прости геометрични фигури и малки цветя. Извитият фронтон в края на покрива е очертан с йонийски корбел и три панела, където на централния е изписана датата на построяване на къщата: 1925 г. Впечатлението от фасадата се допълва от големия правоъгълен отвор на магазина, който е затворен с особено сложни дървени рамки. Вътре входната зона е доминирана от цветни циментови плочки, с особено разнообразие в своята композиция.